# Émile Decauville
Émile Alphonse Decauville (* 25. August 1856; † 13. November 1925 in La Lucerne-d’Outremer) war ein französischer Ingenieur, Erfinder und Unternehmer sowie Bürgermeister im Département Manche.

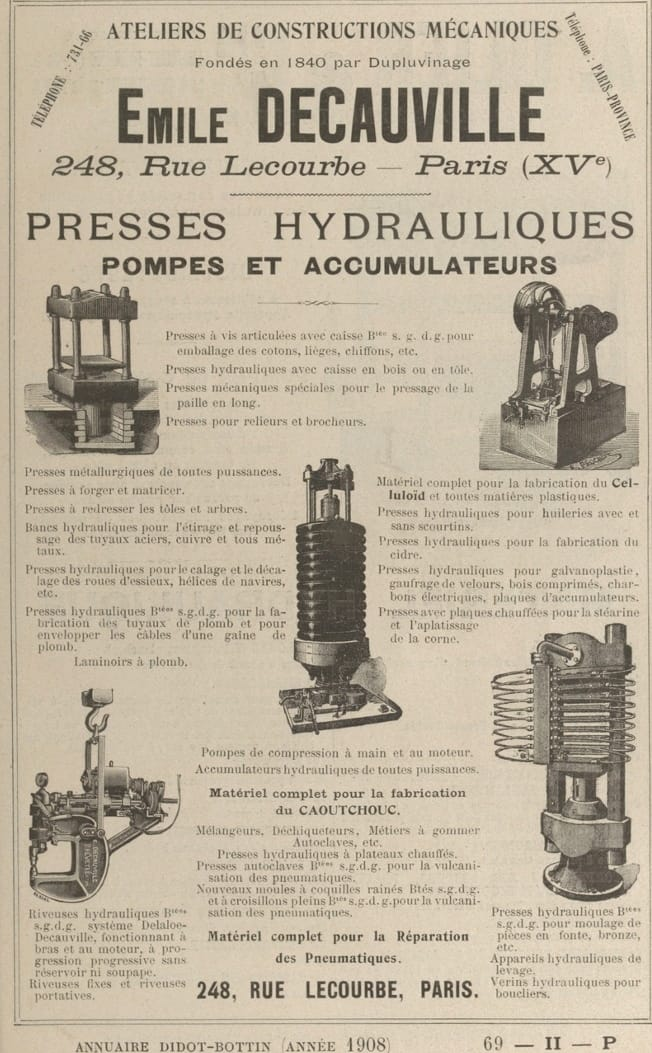
Émile Decauvilles Werkstätte für mechanische Konstruktionen lieferte hydraulische Pressen, Pumpen und Akkumulatoren

## Werdegang
Émile Decauville war einer der Söhne von Armand Decauville, einem auf den Anbau von Zuckerrüben spezialisierten Landwirt aus Courcouronnes (heute im Département Essonne). Seine Geschwister waren Paul Decauville (* 1846, † 1922), Georges Decauville (* 1848), Pierre Decauville (* 1855) und Eugénie Decauville (* 1858). Zusammen mit seinem Bruder Paul Decauville erfand er im Herbst 1875 das nach dem Erstgeborenen benannte Schmalspurbahnsystem, das erstmals auf der Pariser Weltausstellung 1878 ausgestellt wurde. Er reiste 1883 auf einer Weltreise im Auftrag des Unternehmens nach Java, um dort eine 48 km lange Bahnstrecke in Betrieb zu nehmen, und nach Australien, wo er den Bau eines 52 km langen Netzes von Feldbahnen mit 600 mm Spurweite für die Homebush-Zuckerrohr-Plantage in der Nähe von Mackay, Queensland überwachte.
Er heiratete am 31. Juli 1886 Thérèse Ernestine-Claire-Marie Grandmanche de Beaulieu (* 1865; † 1889). Nach deren frühen Tod heiratete er am 12. April 1890 in zweiter Ehe Gabrielle Dubufe (* 1868), die Tochter des Architekten Paul Dubufe und Nelly Bunel, die die Abtei von La Lucerne besaßen.
Er wohnte im 8. Arrondissement von Paris, 47 rue de Courcelles. Seine Werkstätte war im 15. Arrondissement von Paris in der 248, Rue Lecourbe. Von 1895 bis 1905 wohnte er in der Abtei in der Abtswohnung und bewirtschaftete vier Bauernhöfe, die Apfelwein, Milch und Schweine produzierten, stellte Eis her und erhielt eine Lizenz für die Vermarktung des Saint-Norbert-Wassers. Dank der Eisenbahn, die Paris mit dem nahe gelegenen Granville verbindet, empfing das Ehepaar Decauville viele berühmte Besucher und sorgte so für Abwechslung auf dem ländlichen Anwesen. Seine Werkstätte zog 1920 unter dem Namen Emidecau an die Ecke der Rue de Vouillé und der Rue de Cronstadt um, wo sie bis etwa 1963 blieb.
Er war Mitglied der Archäologischen Gesellschaft von Avranches und von 1898 bis zu seinem Tod 1925 Bürgermeister von Saint-Léger. Seine Beerdigung fand am 17. November 1925 statt.
Nach seinem Tod ließ seine Frau die Abtei 1928 zum historischen Monument erklären und bemühte sich, die Gebäude instand zu halten. Sie starb 1955 in La Lucerne-d’Outremer. Die Ruinen der Abtei wurden 1959 von Abbé Marcel Lelégard (* 1925; † 1994) erworben, der umgehend mit der Restaurierung begann. Im selben Jahr wurde auch das an den Kreuzgang angrenzende Gebäude zum historischen Monument erklärt. Das Wohnhaus des Abts wurde 1964 und die Scheunen 1986 unter Denkmalschutz gestellt.

## Patente
- Presse à sommier mobile équilibré par des contrepoids et arreté par des écrous verrouillés (Presse mit beweglichem Rahmen, der durch Gegengewichte kompensiert und durch verriegelte Muttern gestoppt wird). Patent-Nr. FR385817A, 30. März 1907.
- Presse Circulaire. Patent-Nr. FR496508, 3. April 1915.